# Sant Julià d'Ordis
Sant Julià i Santa Basilissa és l'església parroquial del nucli històric del poble d'Ordis inclosa en l'Inventari del Patrimoni Arquitectònic de Catalunya.

## Arquitectura

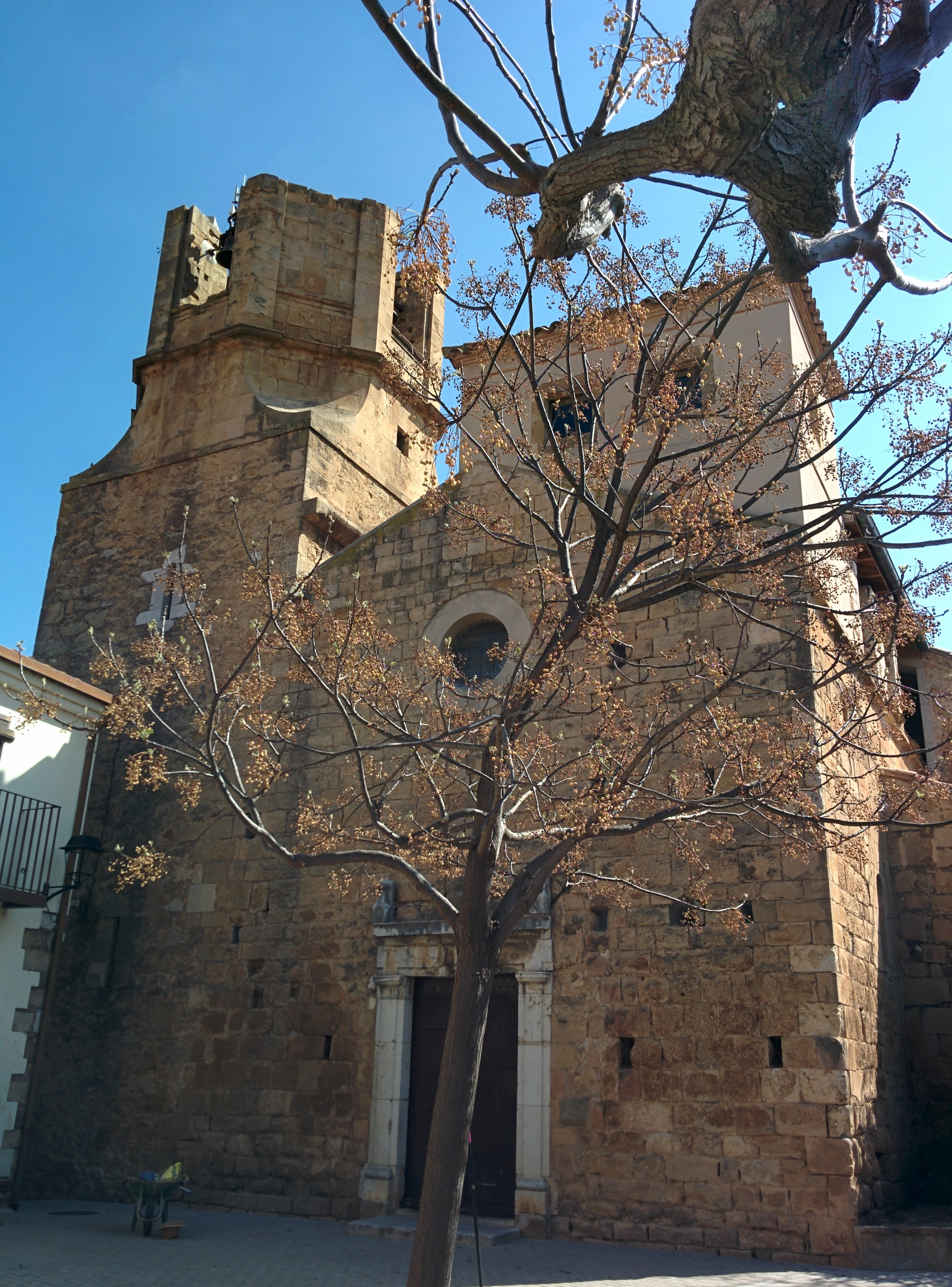

L'església de Sant Julià és un edifici d'una nau amb capelles laterals creuer i absis semicircular.
Podem parlar de dos períodes constructius apreciables a Sant Julià i Santa Basilissa d'Ordis. A la façana de ponent es conserva part de l'aparell romànic de carreuada. És visible la finestra romànica que s'obria al centre del mur, que posteriorment va ser tapiada i els seus arcs destruïts en construir un petit rosetó. L'aparell romànic de carreuada, en pedra arenosa, és visible al frontis i al mur de migdia; en aquest darrer mur, per les restes apreciades, s'hi obriria una porta. Tanmateix, d'època romànica és la cornisa incurvada. Romàniques són també la nau, amb volta apuntada. Les capelles laterals són obra dels segles XVI-XVII.
Posteriorment, segle xviii, s'hi efectuaren unes modificacions. Al frontis s'hi obria una portalada rectangular, amb un deix neoclàssic, amb muntants que simulen una pilastra; es corona amb dos pinacles amb una bola al cim. És en pedra d'Avinyonet. La capçalera ofereix un absis semicircular i el creuer apareix cobert per una cúpula. S'intentà aixecar un campanar que està als seus inicis, de base quadrada en enlairar-se adaptava la forma vuitavada, no s'arribà a cobrir.

## Història
El 1019 l'"Eclesiam de Ordeis" pertanyia a la canònica de Girona i el 1092 s'esmenta Sant Julià d'Ordis i el 1154 Ramon de Cistella i Ramon Guerau de Santa Eulàlia i Germans renuncien a la meitat del delme de la parròquia de Sant Julià d'Ordis. Apareix esmentada a finals del XIII i també en el XIV.
Les dues capelles laterals són obra dels segles XVI-XVII, mentre que l'actual capçalera i el creuer substituïren al segle xviii l'antiga capçalera romànica.